# حمباز جنوبي
حمباز جنوبي (الاسم العلمي:Emex australis) هو نوع من النباتات يتبع جنس الحمباز من الفصيلة البطباطية.